# Sanniquellie
Sanniquellie är en regionhuvudort i Liberia.   Den ligger i regionen Nimba County, i den nordöstra delen av landet, 260 km nordost om huvudstaden Monrovia. Sanniquellie ligger 714 meter över havet och antalet invånare är 11 415.
Terrängen runt Sanniquellie är platt åt nordost, men åt sydväst är den kuperad. Sanniquellie ligger uppe på en höjd. Runt Sanniquellie är det ganska glesbefolkat, med 43 invånare per kvadratkilometer. Det finns inga andra samhällen i närheten. I omgivningarna runt Sanniquellie växer i huvudsak städsegrön lövskog.